# DJ Toomp
Aldrin Davis (Atlanta, Georgia, SAD, 1970.), bolje poznat po svom umjetničkom imenu DJ Toomp, američki je DJ i glazbeni producent. U vlasništvu ima svoju diskografsku kuću NZone Entertainment. Karijeru je započeo 1988. godine kada je krenuo na turneju zajedno s MC Shy-D-jem, Ice-T-jem i grupama 2 Live Crew i N.W.A. koji su nastupali po cijelim Sjedinjenim Američkim Državama. Kada je MC Shy-D napustio diskografsku kuću Luke Records, Toomp je postao DJ JT Moneyju i grupi Poison Clan.

## Vanjske poveznice
- DJ Toomp na Twitteru
- DJ Toomp na MySpaceu